# Lotten Jäderlund
Johanna Charlotta (Lotten) Jäderlund, född 13 juli 1866 i Kungsholms församling, Stockholms stad, död 28 maj 1926 i Sankt Görans församling, Stockholms stad, var en svensk socialdemokrat.

## Biografi
Lotten Jäderlund var ogift och innehavare av Sundbybergs skoaffär. 
Jäderlund var engagerad i socialdemokraterna och verkade inom fackföreningen. Hon blev 1892 en av grundarmedlemmarna av Stockholms Allmänna Kvinnoklubb. Hon är känd som grundare av klubbens sångkör 1899. Kören uppträdde i partisammanhang, men engagerades även av till exempel sjukhus.
I augusti 1939 firade Stockholms allmänna kvinnoklubbs sångkör sitt 40-årsjubileum och var då Stockholms äldsta damkör. Vid firandet nedlades lagerlyror på hennes grav.